# Meliphaga albonotata
El mielero matorralero (Meliphaga albonotata) es una especie de ave paseriforme de la familia Meliphagidae endémica de Nueva Guinea.

## Distribución y hábitat
Se encuentra en una amplia franja al sur de la cordillera Central de la isla de Nueva Guinea. Su hábitat natural principal son las zonas de matorral tropical, aunque también se encuentra en los bosques húmedos tropicales.